# Eurypteryx obtruncata
Eurypteryx obtruncata là một loài bướm đêm thuộc họ Sphingidae. Nó được tìm thấy ở Sulawesi.
Nó giống với Eurypteryx bhaga.